# Loperspel
Het loperspel is een opening van een schaakpartij en is een variant van de koningspionopening. De beginzetten zijn:
1. e4 e5
2. Lc4
Het loperspel valt onder de open spelen en heeft de ECO-code C23. De opening werd al in de 15e eeuw beschreven door Luis Ramírez de Lucena in zijn boek Repetición de Amores y Arte de Axedrez, en de opening werd hoog gewaardeerd door de 18e-eeuwse schaakmeester Philidor.
Met 2. Lc4 in plaats van het meer gebruikelijke Pf3 behoudt wit de mogelijkheid om met verwisseling van zetten het koningsgambiet te spelen. De opening wordt ook wel gespeeld om het Russisch te vermijden.